# リチャード・ロウアー

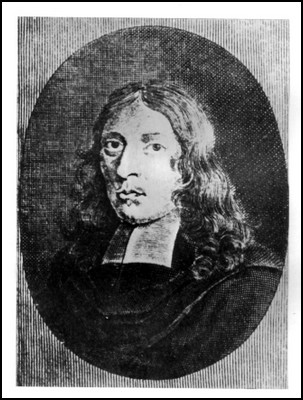
Richard Lower

リチャード・ロウアー（Richard Lower、1631年 – 1691年1月17日）はイギリスの医師である。輸血の先駆的な実験で知られる。
コーンウォールのSt Tudyに生まれた。ウェストミンスター・スクール、オックスフォード大学クライスト・チャーチで学んだ。王立協会の設立者の一人で医学者のトーマス・ウィリスのもとで医学を学び1655年にM.Dを取得した。ウィリスのもとで神経の研究を行う一方、オクスフォードに作られた実験哲学クラブと称する集まりで循環器系の研究をはじめ、動脈血と静脈血の違いを観察した。1665年から犬から犬への輸血の実験を始め、1666年2月、失血させた犬の静脈に別の犬の動脈をつないで輸血を行い、回復させることに成功した。1667年にフランスのジャン＝バティスト・デニが人間に羊の血を輸血した結果を王立協会のフィロソフィカル・トランザクションズに発表したのを受けて、1967年11月23日にロウアーとエドモンド・キング(Edmund King)は元牧師のアーサー・コガ（Arthur Coga）に数百ccの羊の血を輸血した。コガには悪影響を受けることなく生存した。
1667年に王立協会フェローに選出されたが、1675年に会費の延滞により除名された。